# Филипе Коен Солал
Филип Коен Солал (фр. Philippe Cohen-Solal) је француски музичар рођен 1962. године. Члан је музичке групе Gotan Project коју поред Солала чине још Едуардо Макароф и Кристоф Милер. Своју каријеру Солал је започео у филмској индустрији и пре оснивања групе бавио се компоновањем и сарађивао са музичарима из света електронске музике. Са групом Gotan project је издао 3 албума и неколико компилација.